# Mishima, Kagoshima
Mishima (三島村 Mishima-mura) là làng thuộc huyện Kagoshima, tỉnh Kagoshima, Nhật Bản. Tính đến ngày 1 tháng 10 năm 2020, dân số ước tính của làng là 405 người và mật độ dân số là 13 người/km2. Tổng diện tích của làng là 31,39 km2.

## Địa lý

### Đô thị lân cận
- Makurazaki
- Ibusuki
- Nishinoomote
- Minamisatsuma
- Minamikyūshū
- Minamiōsumi
- Nakatane
- Minamitane
- Yakushima